# Binot Paulmier de Gonneville
Pour les articles homonymes, voir Paulmier et Gonneville.
Binot Paulmier, sieur du Bucquet, dit le capitaine de Gonneville, est un célèbre navigateur français du début du XVIe siècle, qui, d'après plusieurs livres d'Histoire de la Normandie, aurait été le premier français à arriver au Brésil, en 1504,,.

## Biographie
Pour Jean Mabire, Binot Paulmier de Gonneville est né au XVe siècle à Gonneville-sur-Honfleur. Pendant sa jeunesse, Binot Paulmier de Gonneville a navigué jusqu'à Lisbonne où il se lia avec des marins portugais. Devenu capitaine, il quitta Honfleur le 24 juin 1503 à bord de l’Espoir, navire de 120 tonneaux, et 60 membres d'équipage, pour les Indes Orientales mais, peut-être après avoir doublé le cap de Bonne-Espérance, et après avoir manqué la « boucle », il a été poussé vers une terre inconnue et se retrouve le 6 janvier 1504 en Terres Australes (renommées Brésil), où il passa six mois en radoub.
Le 3 juillet, il repart pour la France avec Essomericq, le fils du chef de la tribu autochtone, et « des peaux, plumes, racines à teindre contre des quaincailleries, et autres besongnes à petit prix ». Après une odyssée cauchemardesque, tempêtes, scorbut, mal de mer, fièvres tropicales frappent la troupe de Gonneville. Le 7 mai 1505, son bateau s'échoue à Guernesey où il est pillé. Arrivé à pied à Honfleur le 20 mai, Il n'y aurait eu alors que vingt-sept survivants, dont l'Indien Essomericq, baptisé pendant la traversée. Ruiné, il ne sera jamais en mesure de ramener Essomericq à son père comme il le lui avait promis. À la place, il l’adoptera, le mariera à une de ses parentes, Marie Moulin, qui lui donnera quatorze enfants. Après la mort de sa femme, Essomericq se remariera avec une autre jeune fille de Honfleur, qui lui donnera sept filles.

## Le récit
Le récit n'apparaît qu'en 1663, époque où Jean Paulmier de Courtonne, apparenté à Binot, chanoine de la cathédrale Saint-Pierre de Lisieux, publie un ouvrage intitulé Mémoires touchant l'établissement d'une mission chrestienne dans le troisième monde : autrement appelé, la terre australe, méridionale, antarctique & inconnuë dans lequel il se déclare être l'arrière-petit-fils d'un indien ramené en France par Binot Paulmier en 1505. Jean Paulmier de Courtonne affirme que le patriotisme français avait alors été touché par les découvertes hollandaises et anglaises dans le Pacifique sud, et utilise le récit du voyage pour justifier l'installation des Français, et en revendiquer l'antériorité. Ce grief prit de l'ampleur au XVIIIe siècle et justifia les expéditions françaises de Bougainville et de Bouvet.

## Controverse

### Remise en cause du récit
Une controverse, apparue en 2000, remet en cause son existence historique ainsi que la réalité de ses voyages. La relation de la première rencontre des Français avec les Amérindiens qu’il a laissée en faisait le précurseur des récits de Thevet, Léry, Claude d'Abbeville et Yves d'Évreux.
En 1993, à la suite d'une étude, Jacques Lévêque de Pontharouart affirme que les aventures de Binot Paulmier de Gonneville seraient une invention de Jean Paulmier de Courtonne, qui se présente comme l'arrière-petit-fils dudit Essomeric, qui cherchait à monter une expédition d'évangélisation dans les imaginaires Indes Australes. Selon cet auteur, le chanoine fit aussi de cet Indien austral son ancêtre afin de masquer ses actions particulièrement violentes en tant que huguenot à l'époque où il aurait dû être ramené du "Brésil". Toujours selon cette thèse, les conséquences de cette supercherie furent importantes :
- Pendant plus d'un siècle et demi, des marins français ont cherché ces Terres Australes.
- À partir de la fin du XIXe siècle, l'historiographie s'est nourrie de ce texte pour affirmer que des Français avaient mis les pieds au Brésil dès 1503, et on affirme que le pilote de Paulmier de Gonneville, un certain Jean Cousin, aurait découvert le fleuve Amazone dès 1488, faisant de celui-ci le prédécesseur de Colomb.

Pour plusieurs historiens modernes, le récit eut la faveur des salons aux XVIIe et XVIIIe siècles. Ce qui semble acquis, c'est le refus unanime d'une « hypothèse brésilienne » dans les propos de l’abbé Paulmier. Personne n’a jamais affirmé que l’abbé Paulmier se référait, de près ou de loin, au Brésil. Il est plus qu’évident que l’abbé Paulmier convoitait une « grande terre » encore inexplorée ; inutile, donc, d’insister sur ce point. L’« hypothèse brésilienne » est l’œuvre de d’Avezac au XIXe siècle.

### Réponse à la controverse
La professeure Leyla Perrone-Moisés n'est pas complètement convaincue par les arguments avancés par l'historien Lévêque. Les affirmations de M. de Pontharouart ont été contestées, dès le 18 mai 1993, dans une lettre adressée au journal Paris Normandie, par M. Jean-Pierre Chaline, professeur à la Sorbonne et président de la Société de l'histoire de Normandie. Après avoir souligné l’aspect sensationnaliste donné à la question par le journal, et le parti pris pour l’hypothèse de M. de Pontharouart, M. Chaline observe : « La seule question est de savoir si le contradicteur est compétent et s’il apporte une preuve de ce qu’il avance ». Or, les « preuves » fournies à l’occasion n’ont convaincu ni le professeur Chaline, ni le professeur Michel Mollat du Jourdin, membre de l’Institut et grand spécialiste des navigations du XVIe siècle, lequel déclarait : « En définitive, monsieur Lévêque de Pontharouart agit avec légèreté et il me semble bon de  l’inviter à expliciter son opinion s’il veut être pris au sérieux ».
Pour Leyla Perrone-Moisés, les recherches de M. de Pontharouart méritent l’attention des historiens, puisque certains de ces arguments s’appuient sur des documents jusqu’alors inédits, surtout ceux qui se réfèrent à la personne et aux ambitions de l’abbé Paulmier. « Mais l’empressement avec lequel il transforme ses opinions en “preuves” a de quoi étonner un lecteur attentif. »
Considéré à cette époque comme le découvreur des Terra Australis, terre confondue avec l'Australie puis le Brésil, qui remplaça le premier terme dans les éditions de la fin du XVIIIe siècle, Binot Paulmier figure jusqu'à aujourd'hui dans les livres d'Histoire de la Normandie et dans ceux de l'État de Santa Catarina, au Brésil, comme le premier Européen arrivé dans le Sud du Brésil, en 1504.

## Roman
Arkan Simaan publie Un marin en Terre des perroquets, fiction basée sur le récit de Binot Paulmier de Gonnevile. Elle parle de l’arrivée du premier « Français » au Brésil en 1504 et du premier « Brésilien » en France. L’auteur remplit à l’aide de son imagination les parties inconnues du récit de Binot à l’Amirauté de Rouen. On y trouve de la navigation, des tempêtes, du choc des cultures Européens-peuples autochtones, du cannibalisme, de la piraterie, une bataille navale, un naufrage…